# Pyledriver
Pyledriver, född 14 mars 2017, är ett engelskt fullblod, mest känd för att ha segrat i King George VI and Queen Elizabeth Stakes (2022).

## Bakgrund
Pyledriver är en brun hingst med vit bläs och tre vita strumpor efter Harbour Watch och under La Pyle (efter Le Havre). Han föddes upp av Knox & Wells Limited & Roger Devlin och ägs av Knox & Wells Ltd & Roger Devlin, samt La Pyle Partnership. Han tränas av William Muir & Chris Grassick.
Som ettåring i december 2017 skulle han säljas på Tattersalls auktion, men reservationspriset på 10 000 guineas nåddes inte. Han sattes istället i träning hos William Muir i Lambourn i Berkshire.

## Karriär
Pyledriver började tävla 2019, och har till juli 2022 sprungit in 1 848 185 pund på 18 starter, varav 7 segrar, 4 andraplatser och 1 tredjeplats. Han har tagit karriärens hittills största segrar i Ascendant Stakes (2019), King Edward VII Stakes (2020), Great Voltigeur Stakes (2020), Coronation Cup (2021), Churchill Stakes (2021) och King George VI and Queen Elizabeth Stakes (2022).